# Pronovias

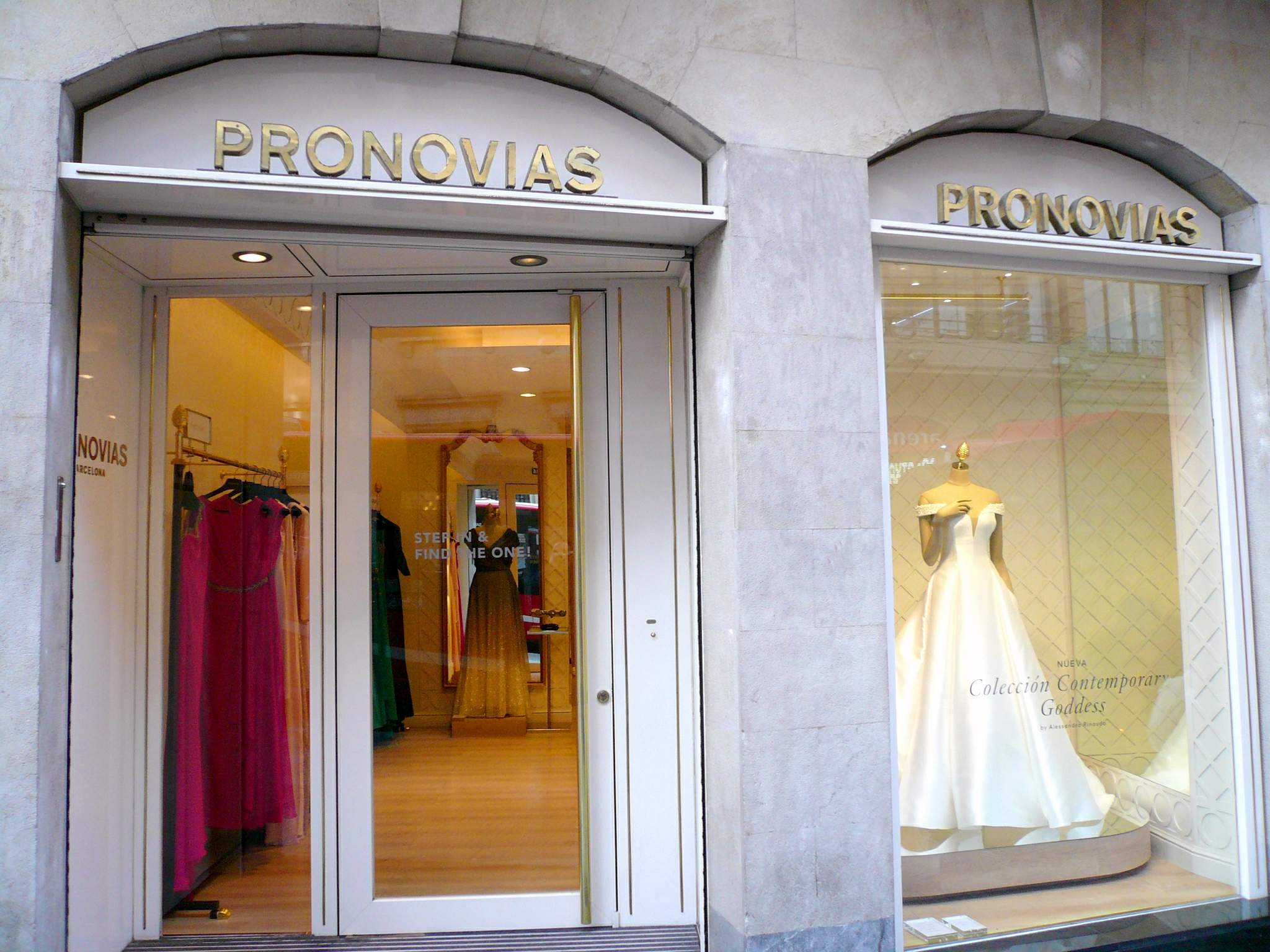
Negozio Pronovias a Bilbao

Pronovias è un'azienda spagnola che produce abiti da sposa e fondata a Barcellona nel 1922.
Pronovias ha origine da ‘El Suizo’, un negozio specializzato in pizzi, ricamo e tessuti di seta fondata nel 1922 da Alberto Palatchi Bienveniste che creò a Barcellona proveniente dalla Turchia. Il piccolo negozio si trasformò poi in un laboratorio, il San Patrick.
Nel 1964 Alberto Palatchi Ribera (figlio del fondatore) trasformò il laboratorio artigianale in un'impresa industriale e nei 53 anni di attività la rese famosa in tutto il mondo.
Oggi Pronovias è leader mondiale del settore sposa.
Nel luglio del 2017 l'azienda è stata acquisita dal Fondo di Investimento BC Partners, il quale nello stesso mese del 2018 tramite Pronovias Group ha acquistato un'altra azienda leader del settore sposa, l'italiana Nicole Fashion Group. 
Nel luglio 2019, Pronovias Group, in un'ottica di espansione verso il mercato del centro Europa, fa un'altra acquisizione, l'azienda olandese Ladybird.

## Marche
- Atelier Pronovias
- Pronovias Privèe
- Pronovias Barcelona
- San Patrick 1964 - Studio
- San Patrick 1964 - Bridal Collection
- San Patrick 1964 - La Sposa
- White One
- Pronovias Fiesta
- It's My Party
- Les Accessoires